# Complesso forestale submediterraneo della Crimea
Il complesso forestale submediterraneo della Crimea è un'ecoregione dell'ecozona paleartica, definita dal WWF (codice ecoregione: PA0416), che si estende attraverso le regioni meridionali e sud-occidentali della Russia europea, in Crimea e nella regione di Krasnodar.
L'ecoregione fa parte dell'ecoregione globale denominata Foreste miste montane dell'Europa mediterranea, inclusa nella lista Global 200.

## Territorio
È un territorio di spettacolare bellezza, che comprende foreste montane di pini, cascate, caverne, crateri, grotte e spiagge rocciose. Qua si può trovare un numero di anfibi insolitamente alto per una zona situata a questa latitudine, nonché molte specie endemiche di molluschi e di insetti. L'ecoregione è ricca inoltre di piante endemiche: sui monti della Crimea e i fianchi nord-occidentali del Caucaso se ne possono rinvenire tra le 240 e le 300 specie.

## Flora
Questa ecoregione presenta sia la vegetazione che il clima confortevole delle aree attorno al Mediterraneo. Non stupisce che gli zar e altri membri della nobiltà russa avessero scelto la Crimea come meta per le vacanze. La macchia mediterranea della Crimea, nota come shiblyak, è costituita da querce (Quercus spp.), carpini (Carpinus spp.), marruca (Paliurus spina-christi) e agazzino (Pyracantha coccinea). Foreste di pino calabro (Pinus brutia) si incontrano fino a 1000 m di quota, mentre il pino silvestre (Pinus sylvestris) e il faggio orientale (Fagus orientalis) si incontrano ad altitudini ancora maggiori. Sono presenti anche boschi di ginepro (Juniperus spp.). Originariamente, i boschi di querce e di lentischi (Pistacia lentiscus) erano molto più estesi, ma la deforestazione ha alterato sostanzialmente il paesaggio. Nella riserva naturale dei monti di Yalta cresce protetto il pino della Crimea (Pinus nigra subsp. pallasiana), una sottospecie del comune pino nero (Pinus nigra) europeo.

## Fauna
Tra i mammiferi presenti vi sono il cervo del Caucaso (Cervus elaphus maral), il capriolo (Capreolus capreolus), il cinghiale (Sus scrofa) e la martora (Martes martes). Nonostante la foca monaca (Monachus monachus) sia ormai scomparsa da molto tempo dal litorale della Crimea, sono all'opera programmi che prevedono una sua eventuale reintroduzione. Altre due creature interessanti sono il tritone crestato di Karelin (Triturus karelinii) e il pelodite del Caucaso (Pelodytes caucasicus), entrambi endemici della regione. Nella riserva naturale della Crimea, situata sulle pendici dei monti Golovnyi, si raduna un gran numero di cigni (Cygnus spp.) durante il periodo della muta. In alto nei cieli, i grifoni (Gyps fulvus) si librano per circa otto ore al giorno, spostandosi per centinaia di chilometri alla ricerca di carogne.

## Popolazione
La popolazione dell'ecoregione submediterranea della Crimea è concentrata principalmente lungo la fascia costiera e nei centri urbani situati ai piedi dei rilievi montuosi, come Yalta, Alušta e Sebastopoli, oltre che nella regione di Krasnodar e nelle città delle pendici settentrionali del Caucaso occidentale. La regione è storicamente un importante polo turistico e ricreativo: le sue coste affacciate sul Mar Nero, il clima mite e la presenza di paesaggi spettacolari hanno favorito, sin dall'Ottocento, la costruzione di residenze, ville e sanatori frequentati dall'aristocrazia russa, dall'élite sovietica e, successivamente, da milioni di visitatori ogni anno.
Lungo la fascia costiera si registra la più elevata densità abitativa, mentre nelle aree montane interne e nelle riserve naturali la presenza umana è più rarefatta, limitata a piccoli villaggi, stazioni turistiche e attività stagionali. L'economia locale si basa principalmente su turismo, viticoltura, frutticoltura, floricoltura, apicoltura e attività tradizionali come la raccolta di piante aromatiche e medicinali, la silvicoltura e la pastorizia. I terrazzamenti coltivati e i vigneti sono parte integrante del paesaggio antropizzato, specialmente sui versanti esposti al sole.
La pressione antropica, dovuta all'espansione urbana, all'intensa attività turistica e allo sfruttamento delle risorse naturali, ha contribuito alla frammentazione degli habitat e al degrado delle aree forestali originarie, in particolare nelle zone prossime alla costa. Tuttavia, la presenza di numerose aree protette e di riserve naturali – tra cui la riserva dei Monti di Yalta e quella della Crimea – costituisce un'importante risorsa per la conservazione degli ecosistemi e per la sensibilizzazione della popolazione locale e dei visitatori verso la tutela dell'ambiente.

## Conservazione

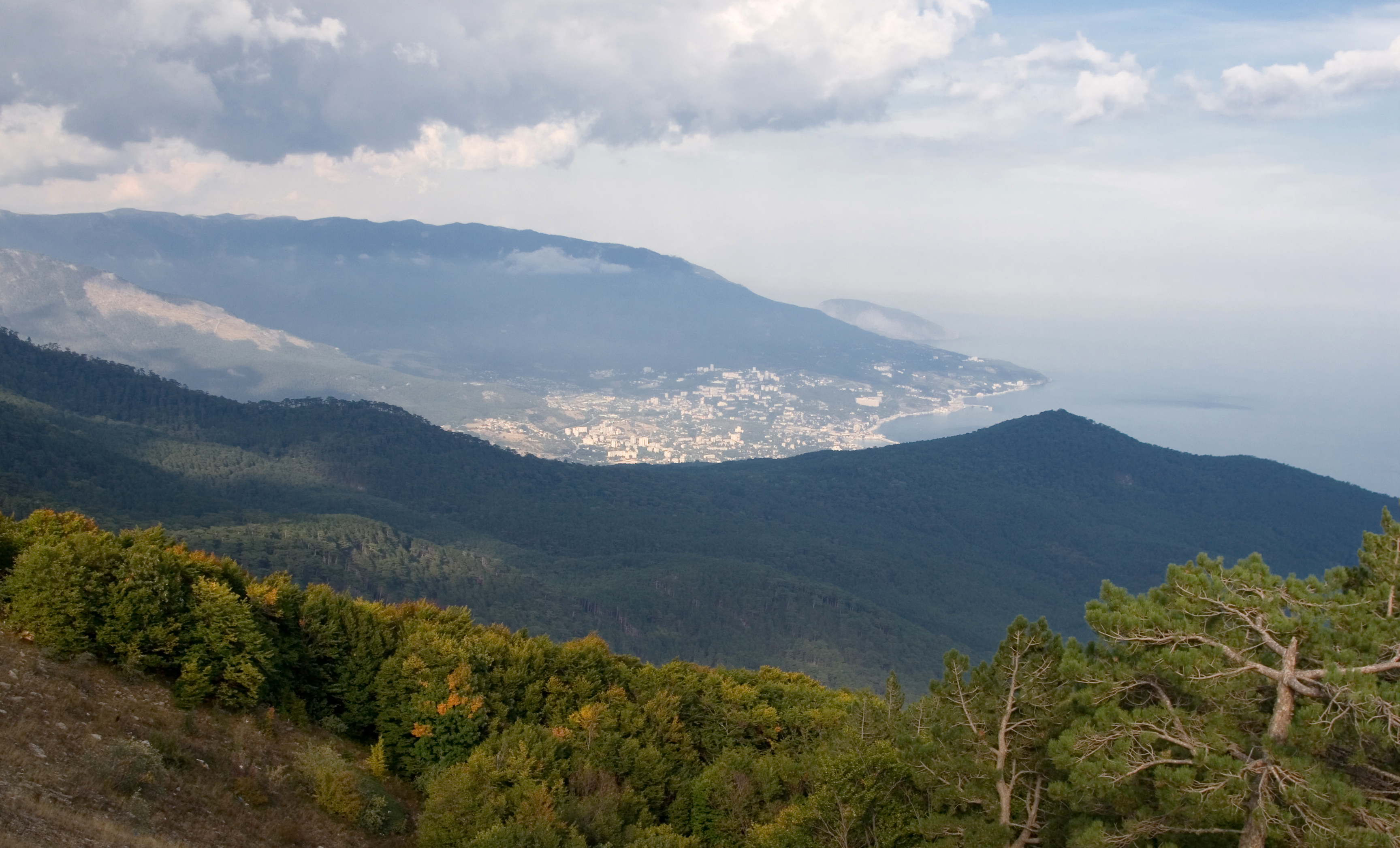
Panorama nei pressi di Jalta

Come la maggior parte degli ecosistemi mediterranei, quest'area ha subito profonde modificazioni ad opera dell'agricoltura e della deforestazione. Specialmente lungo la costa, il turismo ha danneggiato molte aree attraverso attività di costruzione, compattazione del suolo e dispersione di rifiuti. Ulteriori problemi sono la raccolta incontrollata delle piante locali e gli incendi boschivi dolosi.